# Isla Cabritos
Isla Cabritos är en ö i Dominikanska republiken.   Den ligger i provinsen Independencia, i den sydvästra delen av landet, 180 km väster om huvudstaden Santo Domingo.